# Грегорі Левассер
Грегорі Левасер, Ґреґорі Левассер (фр. Grégory Levasseur; нар. 1979, Дуарнене, Франція) — французький сценарист і продюсер, відомий фільмами «Пагорби мають очі» (2006), Висока напруга» (2003), Маніяк» (2012), Дзеркала» (2008)), Парковка №2 (2007) та Furia (1999), під час роботи над всіма цими фільмами він співпрацював з французьким кінорежисером Александром Аджа.
Піраміда (2014) — режисерський дебют Левассера.

## Біографія
Грегорі Левассер народився 1979 року в Дуарнене. Навчався в паризькому ліцеї Монтеня. Там він познайомився з Александром Ажа з яким він поділяє ту саму пристрасть до американського кіно, фільмів жахів та журналу Mad Movies.

## Фільмографія

### Сценарист
- 1999 рік : Фурія
- 2002 рік : У сутніках
- 2003 рік : Висока напруга
- 2006 рік : Пагорби мають очі
- 2007 рік : Парковка №2
- 2008 рік : Дзеркала
- 2009 рік : The Esseker File
- 2012 рік : Маніяк

### Режисер
- 2002 рік : У сутінках
- 2006 рік : Пагорби мають очі
- 2008 рік : Дзеркала
- 2014 рік : Піраміда

### Продюсер
- 1997 рік : Над веселкою
- 2003 рік : Висока напруга
- 2006 рік : Пагорби мають очі
- 2007 рік : Парковка №2
- 2008 рік : Дзеркала
- 2009 рік : The Esseker File
- 2012 рік : Маніяк
- 2019 рік : Хижаки
- 2021 рік : Кисень